# Eltendenkmal

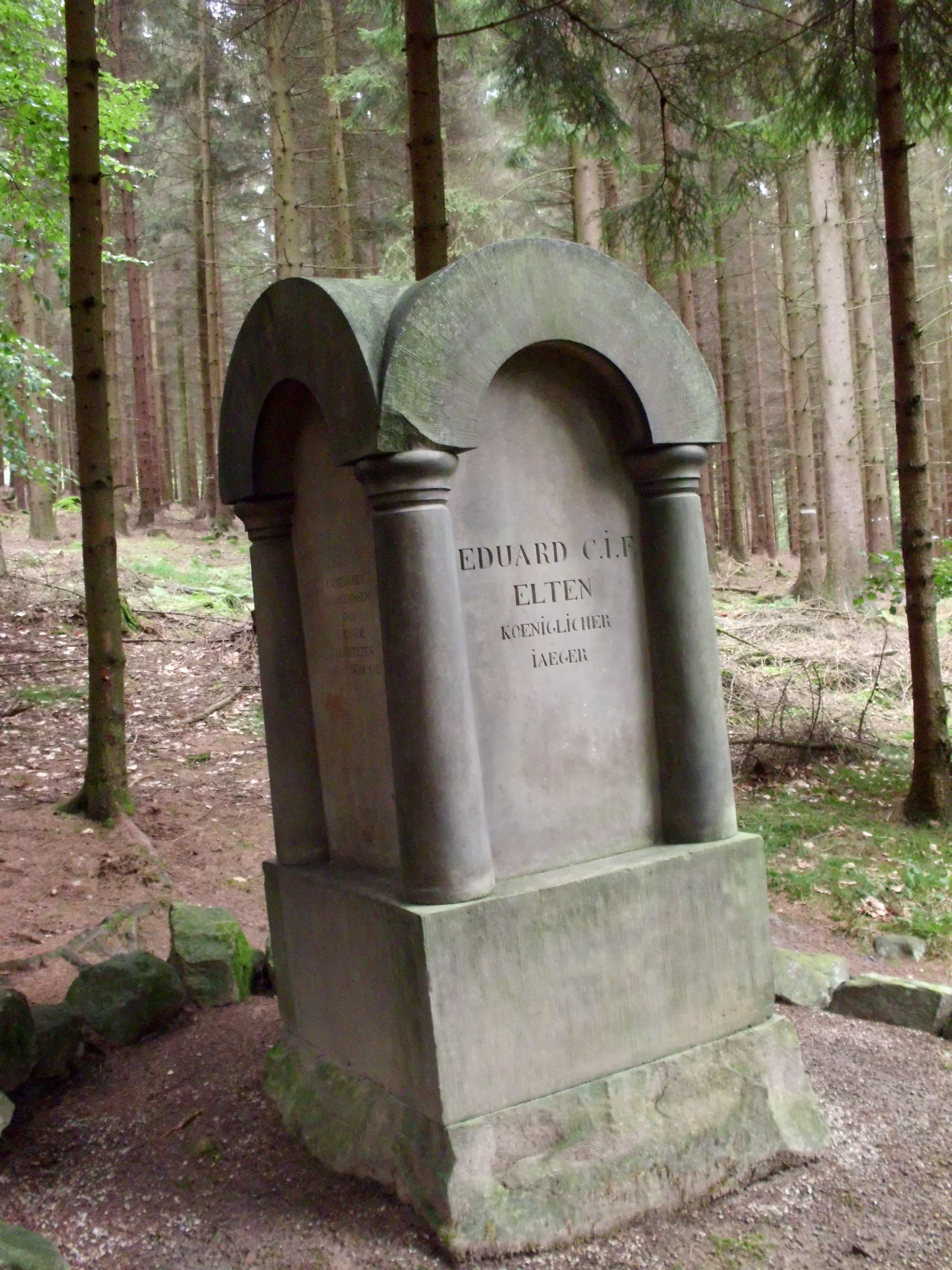
Elten-Denkmal im Deister

Das Eltendenkmal ist ein Baudenkmal in der Gemeinde Wennigsen. Es steht im Deister, nahe der Siedlung  Waldkater. Das Denkmal ist ein rund 149 Zentimeter hoher bearbeiteter Sandsteinblock auf einem Sockel.

## Geschichte
An seinem Standort wurde der königliche Förster Eduard Elten erschossen aufgefunden. Elten, der als energischer Jäger bekannt war, wurde in den Deisterforst aufgrund eines damals starken Auftretens von Wilderei versetzt. In einem Schusswechsel wurde Elten 1835 von einem Wilderer erschossen. Sein Grab befindet sich auf dem Wennigser Friedhof, wo ebenfalls ein prunkvoller Grabstein gesetzt wurde, der bis heute steht.
Der Jägerhof Hannover rief unmittelbar nach dem Ereignis zu Spenden für ein Grabmal und einen Gedenkstein für Elten auf. Ein prominenter Spender und Unterstützer war Friedrich von Kielmansegg.
Das Eltendenkmal entstand 1835 ebenso wie das auf dem Friedhof stehende klassizistisch-historistische Grabmal in der Werkstatt von Ernst von Bandel in der damaligen Eisenstraße in Hannover.
| Seite     | Inschrift |
| --------- | --- |
| Kopfseite | Eduard C.I.F. Elten, Königl. Jäger |
| Westseite | Geboren im Binnener Forsthofe den 9. März 1808, gestorben im Wennigser Forstrevier, den 1. März 1835 |
| Ostseite  | Als Mensch achtungswerth und liebenswürdig, im Dienst durch Muth und Tüchtigkeit ausgezeichnet, starb er in seinem Berufe in der Blüte des Lebens durch die Kugel eines Wilddiebes, dem er selbst sterbend den Tod gab. |
| Rückseite | Kameraden, Jagdgenossen und Freunde errichteten dieses Denkmal. |

Während das Denkmal heroisierend vom 26-jährigen Eduard Elten berichtet, ist der zweite Tote dieses Vorfalles heute nahezu vergessen. In den Kirchenbüchern findet sich ein Hinweis auf den “Wilderer” Friedrich Wilhelm Meyer, einen Forstaufseher zu Münder, der im Alter von 33 Jahren Frau und drei Kinder hinterlässt und der “in der Nacht von Seiten hiesigen königl. Amtes still beygesetzt” wurde.

### Der Vorfall im Kirchenbuch
„16. Eduard Conrad Julius Friedrich Elten. Königlicher Jäger aus Hannover zu Barsinghausen, ehelicher Sohn des örsters Joh. Joachim Friedrich Elten zu Heiligenberge, Amts Bruchhausen, in der Grafschaft Hoya und der Friederike geb. zu Binnen Amts Nienburg, am 9ten März 1808 wurde 18 Schritt von dem Verstorbenen Nro 17 mit Paläster erschossen gefunden den er, als Unberechtigten zur Jagd, nebst andern Berufsgenossen nachgegangen war. Beyde scheinen in dem selben Augenblicke geschossen zu haben. Der Jäger ist hochst feierlich und unter einem großen Gefolge seiner Vorgesetzten und Berufsgenossen bestattet. Alt 26 J 11 M 21 T.
17. Friedrich Wilhelm Meyer, Ehemann, ehelicher Sohn des Holzwärters Johann Diedrich Adolph Meyer und der Sophie Justine geb. ? geboren zu Münder am 22ten April 1801 Forstaufseher zu Münder, wie bey Nro 16 bemerkt ist, erschossen gefunden, und in der Nacht von Seiten hiesigen königl. Amtes still beygesetzt, verheirathet mit Marie Elisabeth Brethold aus Bomte im Osnabrückischen, hinterlässt 3 Kinder, alt 33 J 10 M 6 T“